# Campeonato Carioca de Futebol de 1918
O Campeonato Carioca de Futebol de 1918 foi o 14º campeonato de futebol do Rio de Janeiro. A competição foi organizada pela Liga Metropolitana de Desportos Terrestres (LMDT). O Fluminense somou mais pontos e sagrou-se campeão, ao vencer o Mangueira por 2 a 0.
Apesar de ter conquistado o Campeonato Carioca de 1918 com 14 vitórias, dois empates e duas derrotas, 58 gols pró e 21 contra, vários jogadores do Fluminense foram vítimas da epidemia conhecida como Gripe Espanhola, tendo o meia esquerda inglês Archibald French falecido em decorrência dela, em novembro. French estreara na vitória sobre o Santos por 6 a 1 em SP, quando fez dois gols. Na última partida do Campeonato Carioca de 1918 contra o Carioca, o Fluminense perdeu por W.O., pois não tinha jogadores em condições o suficiente para entrar em campo, com a outra derrota tendo acontecido contra o Vila Izabel, por 1 a 0, na casa do adversário.
Botafogo e São Cristóvão terminaram empatados na segunda posição e disputaram uma partida extra para determinar o vencedor da Taça Gargeol. A partida foi vencida pelo Botafogo por 3 a 2.

## Primeira divisão

### Clubes participantes
Esses foram os clubes participantes:
- América Football Club, do bairro da Tijuca, Rio de Janeiro
- Andarahy Athletico Club, do bairro do Andaraí, Rio de Janeiro
- Bangu Athletic Club, do bairro de Bangu, Rio de Janeiro
- Botafogo Football Club, do bairro de Botafogo, Rio de Janeiro
- Carioca Football Club, do bairro do Jardim Botânico, Rio de Janeiro
- Club de Regatas do Flamengo, do bairro do Flamengo, Rio de Janeiro
- Fluminense Football Club, do bairro das Laranjeiras, Rio de Janeiro
- Sport Club Mangueira, do bairro da Tijuca, Rio de Janeiro
- São Christóvão Athletico Club, do bairro de São Cristóvão, Rio de Janeiro
- Villa Isabel Futebol Clube, do bairro de Vila Isabel, Rio de Janeiro

### Classificação final
| Classificação | Classificação  | Classificação | Classificação | Classificação | Classificação | Classificação | Classificação | Classificação | Classificação |
| Pos           | Time           | PG            | J             | V             | E             | D             | GP            | GS            | SG            |
| ------------- | -------------- | ------------- | ------------- | ------------- | ------------- | ------------- | ------------- | ------------- | ------------- |
| 1             | Fluminense     | 29            | 18            | 13            | 3             | 2             | 52            | 17            | +35           |
| 2             | Botafogo       | 26            | 18            | 12            | 2             | 4             | 55            | 22            | +33           |
| 3             | São Christóvão | 26            | 18            | 12            | 2             | 4             | 49            | 26            | +23           |
| 4             | Flamengo       | 21            | 18            | 9             | 3             | 6             | 55            | 43            | +12           |
| 5             | America        | 20            | 18            | 9             | 2             | 7             | 53            | 39            | +14           |
| 6             | Carioca        | 16            | 18            | 8             | 0             | 10            | 31            | 50            | -19           |
| 7             | Bangu          | 15            | 18            | 7             | 1             | 10            | 40            | 66            | -26           |
| 8             | Andarahy       | 13            | 18            | 4             | 5             | 9             | 35            | 39            | -4            |
| 9             | Villa Isabel   | 13            | 18            | 5             | 3             | 10            | 35            | 58            | -23           |
| 10            | Mangueira      | 1             | 18            | 0             | 1             | 17            | 13            | 58            | -45           |

### Partidas
Essas foram as partidas realizadas:
| 14 de abril | Andarahy | 3 – 4 | Fluminense | Rua Prefeito Serzedello Corrêa, Rio de Janeiro |
|             |          |       |            |                                                |

### Premiação
| Campeonato Carioca de 1918       |
| Rio de Janeiro                   |
| -------------------------------- |
| FLUMINENSE Bicampeão (7º título) |

### Play off
Após o término do campeonato, Botafogo e São Christóvão ficaram empatados no 2º lugar e disputaram um partida extra para definir o 2º colocado do campeonato e vencedor da Taça Gargeol:
| 6 de abril de 1919 | Botafogo                        | 3 – 2 | São Christóvão         | Estádio da Rua Paysandu, Rio de Janeiro |
|                    | Petiot · Luís Menezes · Joppert |       | Moura · Renato Vinhaes | Árbitro: Carlos Santos                  |

### Prova eliminatória
A prova eliminatória foi a disputa entre o último colocado da 1ª divisão (Mangueira) e o primeiro colocado da 2ª divisão (Americano) para determinar o clube que disputaria o campeonato do ano seguinte:
| 23 de fevereiro de 1919 | Mangueira      | 2 – 1 | Americano | Campo do Jardim Zoológico, Rio de Janeiro |
|                         | Renato · Simas |       | Queiroz   | Árbitro: R. L. Todd                       |